# Valéria Botka

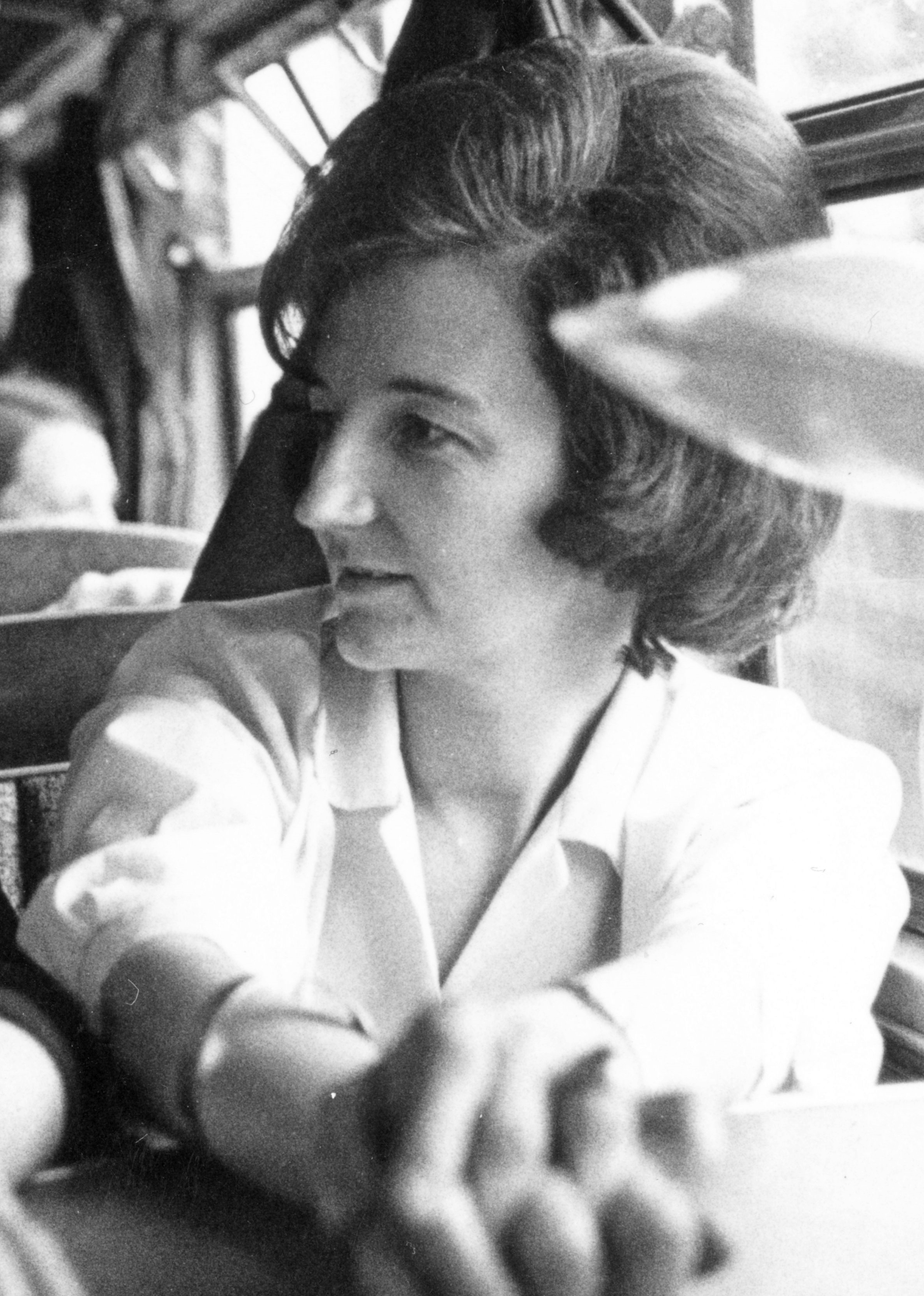
Valéria Botka (1965)

Valéria Botka (* 10. Juni 1928 in Arak, Königreich Ungarn; † 28. September 2013 in Budapest) war eine ungarische Chorleiterin.

## Leben
Valéria Botka absolvierte von 1949 bis 1954 ein Studium an der Franz-Liszt-Musikakademie in Budapest und wurde unterrichtet von Jenő Ádám, József Gát, Zoltán Kodály, Bence Szabolcsi und Zoltán Vásárhelyi. 1954 gründete sie zusammen mit ihrem Ehemann László Csányi den Kinderchor des Ungarischen Rundfunks (Magyar Rádió Gyermekkórusa) und 1970 gründete sie außerdem den Kinderchor der Ungarischen Staatsoper (Magyar Állami Operaház Gyermekkara). Mit dem Kinderchor des Radios trat sie bei rund dreitausend Konzerten auf und gastierte in fast allen europäischen Ländern, außerdem in den USA, Kanada und fünfzehnmal in Japan. Sie war bis 1986 Leiterin beider Chöre. Zusammen mit ihrem Ehemann László Csányi veröffentlichte sie neun Bände mit Chorwerken.
Ihre Grabstätte befindet sich auf dem Farkasréti temető in Budapest.

## Auszeichnungen
Valéria Botka wurde für ihre Arbeit fünfmal mit Preisen ausgezeichnet, 1966 Liszt Ferenc-díj, 1982 SZOT-díj, 1996 Németh László-díj, 1998 Magyar Örökség díj und 2004 A Magyar Köztársasági Érdemrend lovagkeresztje.